# 一氧化鍺
一氧化鍺（GeO），是鍺與氧的一種化合物。把二氧化鍺與鍺加熱至1000℃高溫後，可得一黃色昇華物，即一氧化鍺。黃色的昇華物加熱至600℃時會轉成棕色。一氧化鍺的具體特性仍有待研究 。它是一種兩性化合物：溶於酸中生成亞鍺鹽，溶於鹼中則生成含Ge(OH)3−離子（三羟基合鍺酸根或亚鍺酸根）。。

## 化學
一氧化鍺會分解成鍺及二氧化鍺。

## 另見
- 二氧化鍺